# نفس المهموم في مصيبة الحسين المظلوم
نفس المهموم في مصيبة الحسين المظلوم كتاب من تأليف العالم الشيعي عباس بن محمد رضا القمي صاحب كتاب مفاتيح الجنان، و اسم الكتاب بالكامل هو " نفس المهموم في مصيبة سيدنا الحسين المظلوم و يليه نفثة المصدور فيما يتجدد به حزن العاشور"، حيث يتناول فيه ماجرى بين جيش عمر بن سعد والحسين بن علي بن أبي طالب يوم العاشر من محرم 61هـ.

## محتوى الكتاب
- نُظم الكتاب على مقدمة و أبواب و خاتمة.
- تناول القمي في كتابه معركة كربلاء و مقتل الحسين بن علي بن أبي طالب و أهل بيته و أصحابه و ما جرى على نسائه بعد قتله.
- كما عمل مقارنة فيه بين الروايات التي تورد الواقعة، للتمييز بين الصحيح و غيره.
- تتبع أهم المصادر القديمة التي ذكرت الواقعة، مثل: مقتل أبي مخنف، و تاريخ الطبري، و الكامل لابن الأثير و غيرها.
- كما أضاف تعليقاته و شروحه في مواضع الغموض.